# Famille du Tillet
 (janvier 2020).
Si vous disposez d'ouvrages ou d'articles de référence ou si vous connaissez des sites web de qualité traitant du thème abordé ici, merci de compléter l'article en donnant les références utiles à sa vérifiabilité et en les liant à la section « Notes et références ».
La famille du Tillet est une famille de l'ancienne noblesse française, originaire de l'Angoumois (lieu-dit Le Tillet, commune d'Edon, 16320), puis installée dans l'Orléanais, en Ile-de-France et à Paris.

## Historique
Hélie du Tillet est contrôleur général des finances de Charles d'Orléans, alors comte d'Angoulême. Il est anobli en 1484, puis nommé vice-président de la chambre des comptes de Paris en 1516, par le fils de Charles d'Orléans, devenu le roi de France François Ier .
Il fut notamment le père de l'historiographe Jean du Tillet, inventeur du trésor des Chartes auquel il eut recours pour la composition de plusieurs recueils.
Les du Tillet ont produit plusieurs membres évêques et abbés, de nombreux officiers supérieurs & généraux ayant commandé sur terre et sur mer, et de nombreux autres dans la grande robe parisienne.
Leur seigneurie de La Bussière, près de Briare (Loiret), est érigée en baronnie en 1585, puis en marquisat en 1679. Ils comptent au moins deux chevaliers de Malte, un page dans la petite écurie, un autre dans la grande.
Un certain nombre de papiers concernant les du Tillet sont conservés aux Archives nationales de France et aux archives départementales du Rhône, du Loiret, de la Charente, du Var, à la Bibliothèque Mazarine, etc.

## Personnalités
Hélie du Tillet (mort vers 1526), maire d'Angoulême en 1502, président de la Chambre des comptes d'Angoulême, vice-président de la Chambre des comptes de Paris, conseiller au Conseil privé . Parmi ses huit enfants : 
- Jean 1er (l'aîné) du Tillet (sieur de La Bussière) ( -1570), juriste et historien, secrétaire du roi & greffier en chef du parlement de Paris ;
- Jean (le jeune) du Tillet ( -1570), prélat et érudit, évêque de Saint-Brieuc, puis de Meaux
- Louis du Tillet, curé de Claix, puis chanoine et archidiacre d'Angoulême, ami pendant un temps de Calvin qui séjourna chez lui de 1533 à 1535.
- Charlotte du Tillet, maîtresse du duc d'Épernon[5] ;
- Hélie du Tillet, Grand maître et grand réformateur des Eaux et Forêts de France[6] ;
- Séraphin du Tillet (?-†13/09/1582[7]), élu abbé de l'abbaye Notre-Dame de Beaulieu-lès-Mans le 30 mars 1500, aumônier de la reine-mère en 1582;
- François du Tillet (-1673), greffier en chef au Parlement de Paris, marié à Charlotte de La Fin de Salins (remariée à Henri-Albert de La Grange d'Arquien) ;
- Jean-François du Tillet (-1675), lieutenant-général des armées du roi, commandant de la compagnie de chevau-légers de la garde de la Reine-mère-régente ;
- Charles du Tillet (-1708), président au Grand Conseil, conseiller d'État ;
- Jean-Baptiste-Charles du Tillet de La Bussière (1687-1744), premier président de la 2e chambre des enquêtes au Parlement de Paris ;
- Léonard du Tillet, maire d'Angoulême de 1747 à 1751 ;
- Charles-Jean-Baptiste du Tillet (1710-1796), conseiller au parlement de Paris, conseiller du roi en ses conseils et maître des requêtes ordinaire de son hôtel ;
- Antoine-Charles du Tillet de Pannes (1713-1783), président de la Chambre des comptes de Paris[8] ;
- Charles-Claude-François du Tillet de Montramé (1726-1783), Colonel du régiment Royal en 1759, brigadier des armées du roi ;
- Charles-Louis-Édouard du Tillet (1728-), page de la reine, maréchal de camp, admis dans l'ordre de Saint-Jean de Jérusalem en 1753[9], fait commandeur de l'Ordre en 1778[9] ; dernier commandeur d'Ivry-le-Temple.
- Guillaume-Louis du Tillet (1730-1794), dernier évêque d'Orange, député du clergé de la principauté d'Orange aux États généraux de 1789 ;
- Charles-Louis-Alphonse du Tillet (1768-1851), officier à l'armée de Condé, maréchal de camp, conseil général d'Eure-et-Loir ;
- Jacques du Tillet (1857-1942), écrivain

## Galerie de portraits

Gravure de François du Tillet.
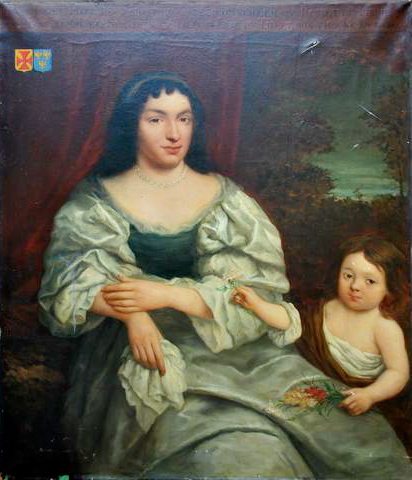
Portrait d'Anne Cazet de Vautorte, épouse de Séraphin du Tillet, et son fils Élie du Tillet.
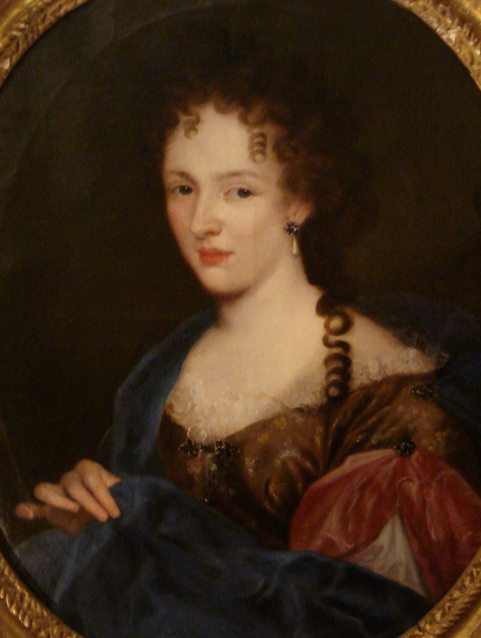
Portrait de Mme Jean d'Ivry, née du Tillet.
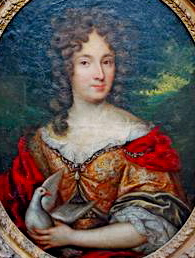
Portrait de Mme Jean d'Ivry, née du Tillet.
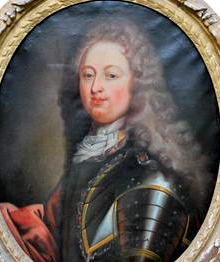
Portrait d'Élie du Tillet.
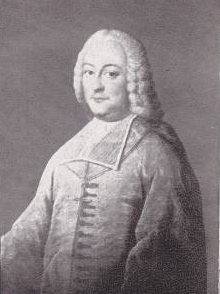
Portrait de Mgr Guillaume-Louis du Tillet.
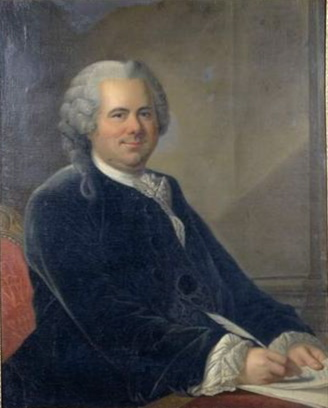
Portrait du marquis du Tillet.
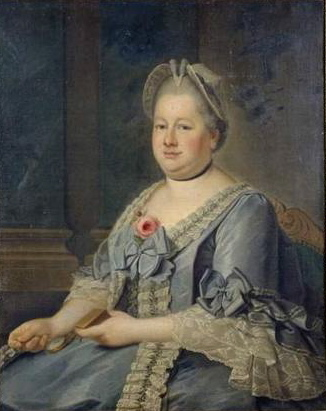
Portrait de la marquise Jean-Charles-Baptiste du Tillet, née Henriette-Louise d'Illiers d'Entragues.

## Armoiries
Au XVIIe siècle, plusieurs du Tillet portent leurs armoiries écartelées avec 4 écus et leur écu à la croix sur le tout, tandis qu'une branche ne garde que la croix pattée et alaisée. François du Tillet, greffier en chef du parlement de Paris, les porte écartelées de 16 écus à la fin du XVIIe siècle. Le baron de la Bussière, lui, timbrait son écu d'une couronne de marquis. Un des conseillers du Tillet une couronne de comte. Parmi les nombreuses variantes, une bordure de gueule chargée de huit besans d'or entoure l'écu, portée dès 1599, et l'est toujours en 1685, lorsqu'un du Tillet est conseiller au parlement de Paris.

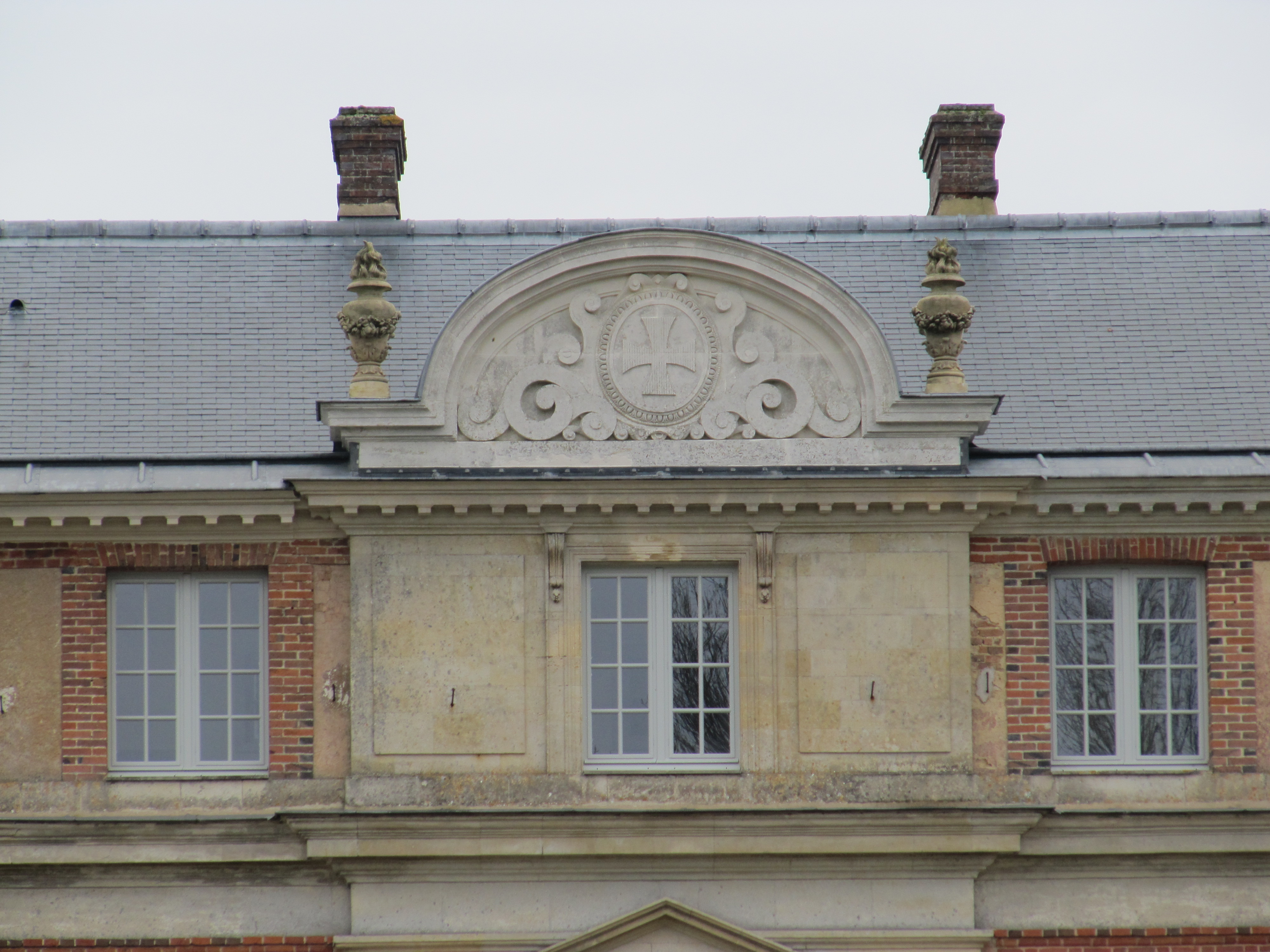
Armes primitives visibles sur le fronton.
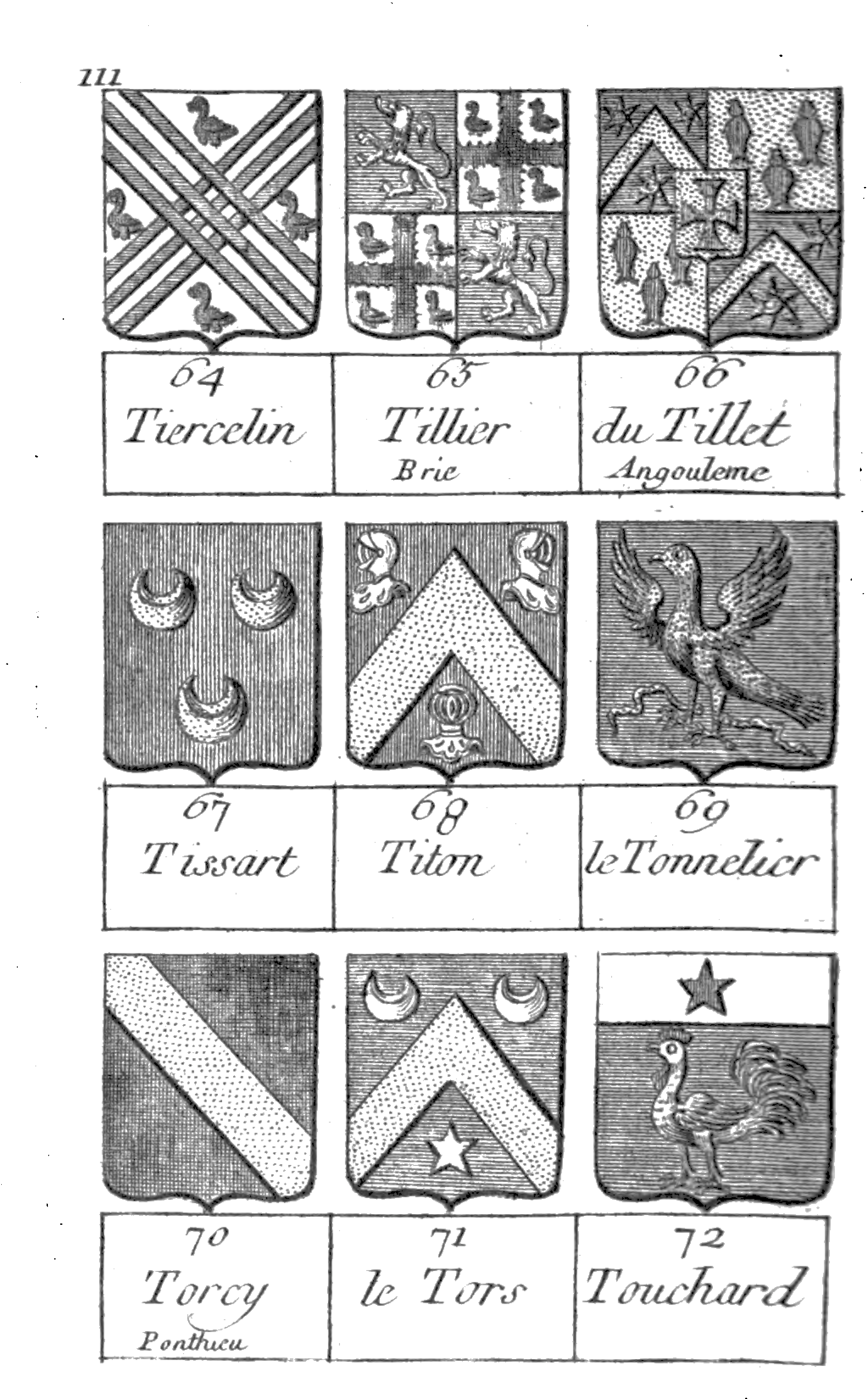
du Tillet, No 66
du Tillet : d'or à la croix pattée et alaisée de gueules[Note 1],[11].

## Principales alliances
Les du Tillet ont été alliés aux Chabot de Jarnac, Séguier, Brinon, Nicolaï, Le Picard, Turgot, Rancher de La Ferrière, Le Fèvre d'Ormesson, Clermont-Tonnerre, Le Fèvre de Caumartin, d'Illiers d'Entragues, Morlhon, Murat, Galard de Béarn, Charles-Roux, Coeuret de Nesle, Bragelongne (...)

## Pour approfondir